# Městský dům čp. 74 (Vidnava)
Městský dům čp. 74 je rohový dům v Klášterní ulici v sousedství budovy čp. 75 ve Vidnavě v okrese Jeseník. Byl zapsán do seznamu kulturních památek ČR před rokem 1988 a je součástí městské památkové zóny Vidnava.

## Historie
Významný urbanistický rozvoj města probíhal na přelomu 15. a 16. století; vyvrcholil v roce 1551 výstavbou renesanční radnice. Další vliv na renesanční přestavbu města měl požár v roce 1574. V období třicetileté války město v roce 1632 vyhořelo a znovu se obnovovalo. Další přestavby v podobě dolnoslezského baroka přišly po požáru části města v roce 1713. Rozvoj plátenictví znamenal rozvoj výstavby po skončení sedmileté války. V třicátých letech 19. století byla zbourána převážná část hradeb i obě městské brány. Podle mapy stabilního katastru lze zaznamenat růst města jehož vrcholem je rok 1850, kdy sídlem soudního okresu se stal Jeseník. Ve Vidnavě pak byly nejvýznamnějšími stavbami nová radnice (1867), gymnázium (1871), škola (1887) s kaplí (1898) a filiálním domem (1914) boromejek, kostel svatého Františka z Assisi (1897) nebo stavba železnice (1897). V období první republiky začala Vidnava upadat. V druhé polovině 20. století byla řada cenných měšťanských domů zbořena nebo zcela přestavěna. Na jejich místě byly postaveny panelové domy. V roce 1992 bylo po vyhlášení památkové zóny městské historické jádro konsolidováno.
Mezi domy památkové zóny patří nárožní dům v Zahradní ulici čp. 74, který byl postaven na starším středověkém jádře, byl přestavěn v polovině 19. století do empírové podoby. Byl často přestavován. V roce 1967 bylo při opravě odstraněno ostění hlavního vstupu. V roce 1998 byla provedena oprava fasády a statické zajištění.

## Popis
Měšťanský dům je nárožní jednopatrová pětiosá zděná stavba se sedlovou střechou s polovalbou. Hlavní průčelí je děleno horizontálně průběžnými římsami a hlavní římsou, vertikálně středovým mělkým rizalitem. Přízemí je zdobeno pásovou rustikou, v ose je pravoúhlý vstup a po stranách jsou ve vpadlinách pravoúhlá okna. Patro je hladce omítnuté, v rizalitu je členěné lizénami. Okna nasedají na parapetní římsu v rámech. Pod středovým oknem je plastický kosočtverec.
Boční štítové průčelí je hladké, jednoosé (původně tříosé), zdobené pásovou rustikou v přízemí, dvěma průběžnými římsami a hlavní římsou. V lichoběžníkovém štítu jsou dvě obdélná okna, po stranách a ve vrcholu okna půlkruhová.
Vstupní chodba je zaklenuta pruskou plackou, chodba do dvora má segmentové zaklenutí. Místnosti v patře jsou plochostropé.